# Renée Crespin du Bec
Renée Crespin du Bec (1614 - 2 septembre 1659 à Périgueux), comtesse de Guébriant, est l'épouse du maréchal de France Jean-Baptiste Budes de Guébriant, et la première femme ambassadrice de l'histoire de France.

## Famille et personnalité
Renée Crespin du Bec est la fille de René Ier Crespin du Bec, marquis de Vardes, et d'Hélène d'O.
Elle est issue de la famille Crespin du Bec, l'une des plus anciennes familles de Normandie.
Selon le vicomte de Noailles, historien, Renée Crespin du Bec est une femme extrêmement ambitieuse, fière, inflexible, intelligente, ingénieuse et amatrice d'intrigues. Selon Albert Vandal, « l'ambition était sa seule passion, et la politique en faisait partie ». Au XVIIe siècle, elle est considérée comme une femme atypique, et au XIXe, les historiens estiment qu'elle avait un caractère de chef d'État.

## Mariage
Mécontente du fiancé que sa famille a choisi pour elle, qu'elle considère comme médiocre, Renée Crespin du Bec insiste pour mettre fin aux fiançailles et épouse à la place un jeune mais pauvre officier, Jean-Baptiste Budes de Guébriant, pressentant son potentiel de dirigeant militaire,.
Sa dot est de 72 000 livres et son père promet d'en donner 30 000 de plus. Pour une famille noble, ce n'est pas un montant significatif. Le mariage a lieu le 21 mars 1632 en présence des ducs de Longueville et de Retz. Le couple n'a pas d'enfants et la comtesse se consacre à l'éducation de ses neveux et nièces.
À partir de 1635, le comte de Guébriant est envoyé sur divers fronts pendant la guerre de Trente Ans. Le 18 février 1638, il autorise officiellement sa femme à mener toutes ses affaires en France, à représenter ses intérêts à la cour, à entretenir ses contacts avec les ministres et à assurer l'acheminement des fonds vers ses troupes. Son époux étant nommé maréchal de France en 1642, Renée Crespin du Bec adopte le titre de maréchale de Guébriant. Selon le premier biographe du comte, Jean Le Laboureur, ce n'est pas un vain titre, car pendant que son mari se bat, Renée demande au gouvernement d'allouer de l'argent et d'envoyer des renforts à son armée, et, ainsi, est considérée comme contribuant à ses victoires.

## Veuvage
La comtesse montre sa force au lendemain de la mort prématurée de son mari en 1643. Dans un premier temps, elle doit faire face aux prétentions financières des proches de son mari : malgré le fait que le comte de Guébriant était un honnête serviteur du roi, méprisant la fraude et laissant un héritage plutôt modeste, le roi lui avait accordé quelques fonds. Le mécontentement de la comtesse est provoqué par la tentative des parents du comte de réclamer les cent mille livres françaises que le roi avait promis au maréchal comme sa part de la rançon des généraux impériaux Franz von Mercy et Guillaume de Lamboy, faits prisonniers par le maréchal lors de la bataille de Kempen. Renée Crespin du Bec obtient ce versement du trésor royal après de nombreuses difficultés.

## Ambassade à Varsovie
En 1645, le cardinal Mazarin et Anne d'Autriche confient à Renée une mission diplomatique : accompagner la princesse Louise-Marie de Gonzague en Pologne pour épouser le roi Ladislas IV, et s'assurer de l'exécution des termes de l'accord avec la France par la cour polonaise. La comtesse de Guébriant a pour mission de faire bon accueil à la princesse et de l'aider à gagner de l'influence sur son mari.
Renée reçoit des fonds importants et est nommée chef officiel de la mission diplomatique avec le rang d'« ambassadrice extraordinaire ». L'évêque d'Orange est son assistant et coadjuteur. La comtesse rejoint la princesse, partie de Paris le 27 novembre 1645, à Péronne.
Passant par les Pays-Bas espagnols, la Hollande et l'Allemagne, l'ambassade arrive à Gdansk, où son arrivée fait tellement sensation que l'électeur de Brandebourg, Frédéric-Guillaume Ier, vient spécialement en incognito pour les apercevoir.
À Varsovie, la comtesse de Guébriant doit insister sur la consommation du mariage, car le roi Ladislas n'est pas en bonne santé et selon la rumeur, impuissant. Les négociations avec le roi sont difficiles, puisqu'il ne parle couramment que l'italien, de sorte que la nièce de la comtesse, la jeune Anne de Guébriant, est engagée comme traductrice,.
La mission est un succès complet. Louise-Marie de Gonzague réussit à établir une forte influence sur la cour polonaise, qui n'est pas remise en cause après la mort de son mari. Le 8 avril 1646, Renée envoie une dépêche au cardinal Mazarin l'informant de la réussite de l'ambassade, et le 10 avril, la mission quitte Varsovie. Le voyage comprend un passage par l'Autriche, Venise, Gênes et Marseille.
Anne de Guébriant, que la maréchale aime comme sa propre fille, tombe gravement malade sur la route, et meurt peu après son retour à Paris.

## Affaire de Breisach
La comtesse accomplit une autre mission pour le cardinal Mazarin durant la Fronde. En 1650, le cardinal envoie le gendre du secrétaire d'État aux Affaires militaires, Michel Le Tellier, le marquis de Tayade, pour remplacer Charlevoix, le commandant de la forteresse de Breisach. Profitant des difficultés du gouvernement, Charlevoix refuse de démissionner et s'enferme dans la forteresse. Son action est une forme de rébellion contre l'autorité de Mazarin, et le gouverneur d'Alsace et de Philippsburg, le comte d'Harcourt, qui veut lui-même prendre le commandement de Breisach, reste neutre dans le conflit, refusant d'aider Mazarin.
La comtesse trouve un moyen d'attirer Charlevoix hors de la forteresse, en utilisant sa volupté. Se promenant régulièrement sous les murs du château en compagnie d'une jolie compagne, elle attire l'attention de Charlevoix. Finalement, il est capturé par des soldats en embuscade mais est relâché après avoir conclu un accord avec le comte d'Harcourt.
La dernière mission de la comtesse de Guébriant a lieu en 1659, alors que les négociations sur la conclusion du traité des Pyrénées entre l'Espagne et la France touchent à leur fin. Par cet accord, l'infante Marie-Thérèse d'Autriche devient l'épouse de Louis XIV, et Renée Crespin du Bec est nommée première dame d'honneur. Elle quitte Paris pour la frontière espagnole, mais meurt en chemin, à Périgueux.